# Boa constrictor
Il Boa constrictor è un serpente appartenente alla famiglia dei Boidi, molto temuto poiché capace di uccidere anche grandi prede avvolgendole e soffocandole nelle sue spire. L'origine del nome lo si deve al termine latino bova (biscia d'acqua).

## Descrizione
La lunghezza ed il peso medi di questa specie adulta rientrano per i maschi tra 250/300 cm x 10/15 kg e tra 250/350 cm x 10/20 kg per le femmine, tuttavia le capacità genetiche di un soggetto, lo svezzamento e la quantità, qualità e frequenza di alimentazione rendono i numeri solo una stima generale. È facile trovare esemplari sia sotto che sopra la media. La crescita è comunque costante per tutto il periodo di vita del Boa e anche se negli ultimi anni risulta inferiore, lo sviluppo di diametro e lunghezza avviene di anno in anno.

## Distribuzione e habitat
Il suo areale è ampio: secondo un gradiente latitudinale è presente nel Messico centro-meridionale (Veracruz, Tabasco, Chiapas e Yucatán), in tutti gli Stati dell'America centrale e meridionale tropicale oltre che nelle Piccole Antille. 
L'habitat che predilige è quello delle foreste tropicali pluviali e delle zone umide. Si tratta comunque di una specie adattabile che è possibile rinvenire in numerosi habitat, purché vi sia una certa copertura vegetale ed umidità.

## Biologia

### Alimentazione
Si nutre di piccoli mammiferi, lucertole, topi, scoiattoli, uccelli, sarighe, pipistrelli e altri serpenti più piccoli.

### Riproduzione
I maschi vengono attirati dall'odore delle femmine diversamente da molte specie simili.

Le femmine non depongono uova, ma essendo ovovivipari partoriscono dei giovani già formati. Una femmina partorisce da 20 a 50 piccoli per volta i quali, alla nascita, misurano poco meno di mezzo metro.